# Knížky do ucha
Knížky do ucha je kompilace audio knih od vybraných autorů. Jedná se o krátké textové úryvky, četné známými herci.

## Seznam skladeb
| Pořadí | Název | Délka |
| ------ | --- | ----- |
| 1.     | Vánoce s Františkem Nepilem, čte František Nepil) | 7:58  |
| 2.     | Vánoční povídky (Charles Dickens), čte Eduard Cupák | 3:32  |
| 3.     | Sváteční chvilky poezie – klasici a mistři | 8:24  |
| 4.     | Psí kazeta (kolektiv autorů), čte Vlastimil Brodský | 6:13  |
| 5.     | Rozmarné léto (Vladislav Vančura), čte Josef Somr | 7:25  |
| 6.     | Co číhá za humny, čte Ivanka Devátá | 7:05  |
| 7.     | Pábitelé (Bohumil Hrabal) čtou Josef Somr a Magdaléna Sidonová | 2:22  |
| 8.     | Nejen o rybách (Ota Pavel), čte Vlastimil Brodský | 4:41  |
| 9.     | Nejen růže, čte Jan Potměšil | 5:26  |
| 10.    | Tři muži ve člunu (Jerome Klapka Jerome), čte Oldřich Vízner | 3:17  |
| 11.    | Sherlock Holmes I. (Arthur Conan Doyle), čte Soběslav Sejk | 2:17  |
| 12.    | Povídky z jedné kapsy – výběr (Karel Čapek), čtou Vlastimil Brodský a Ota Sklenčka                                                                                                 | 2:02  |
| 13.    | Povídky z druhé kapsy – výběr (Karel Čapek), čtou Vlastimil Brodský a Ota Sklenčka                                                                                                 | 2:41  |
| 14.    | Kytice (Karel Jaromír Erben), čte Jaroslava Adamová | 2:17  |
| 15.    | Bible pro malé i velké – Starý a nový zákon, čtou Marek Eben, Radovan Lukavský, Libuše Šafránková, Dana Syslová, Gabriela Filippi, Ondřej Vetchý, Ladislav Mrkvička a Jan Potměšil | 3:49  |

## Aranžmá
- Zvukové stopy č. 1, 2, 4–14 poskytla nahrávací společnost Popron music s.r.o. (na základě licence společnosti AudioStory)
- Zvukovou stopu č. 3 poskytla Česká televize (na základě licence s Českou televizí)
- Zvukovou stopu č. 15 poskytla společnost Kokay s.r.o. (na základě exkluzivní licence s Kokay s.r.o.)